# Decodon puellaris
Decodon puellaris es una especie de peces de la familia Labridae en el orden de los Perciformes.

## Morfología
Los machos pueden llegar alcanzar los 30 cm de longitud total.

## Distribución geográfica
Se encuentra desde el sur de Florida (Estados Unidos) hasta Surinam, incluyendo las Antillas.